# Paul Isaac Bernays
Paul Isaac Bernays, švicarski matematik in logik, * 17. oktober 1888, London, Anglija, † 18. september 1977, Zürich, Švica.
Bernays je študiral matematiko na Univerzi v Berlinu. Leta 1912 je tu doktoriral in delal z Landauom na področju analitične teorije števil in eniških kvadratnih form.
Njegovo delo na področju aksiomatskih temeljev matematike je naprej razvil Gödel.